# Angolo di calettamento
L'angolo di calettamento è una misura in gradi della deviazione di una superficie aerodinamica rispetto all'asse del supporto.

## Angolo di calettamento della pala di un'elica
L'angolo formato dalla corda di una pala di un'elica con il piano individuato dalla rotazione dell'elica, perpendicolare all'asse motore. Può essere fisso o variabile in tal caso si parla di elica a passo variabile.

## Angolo di calettamento di un aeromobile
Viene definito angolo di calettamento quello formato tra la linea di corda dell'ala alla radice e l'asse longitudinale della fusoliera di un aeromobile. L'angolo di calettamento è solitamente fisso, determinato dalla calettatura delle semiali con la fusoliera, fanno eccezione alcuni aeromobili in cui si è in grado di variare la calettatura dell'ala con adeguati accorgimenti meccanici al fine di migliorare l'assetto del velivolo in particolari fasi del volo, tipicamente decollo ed atterraggio come ad esempio nel Vought F-8 Crusader.

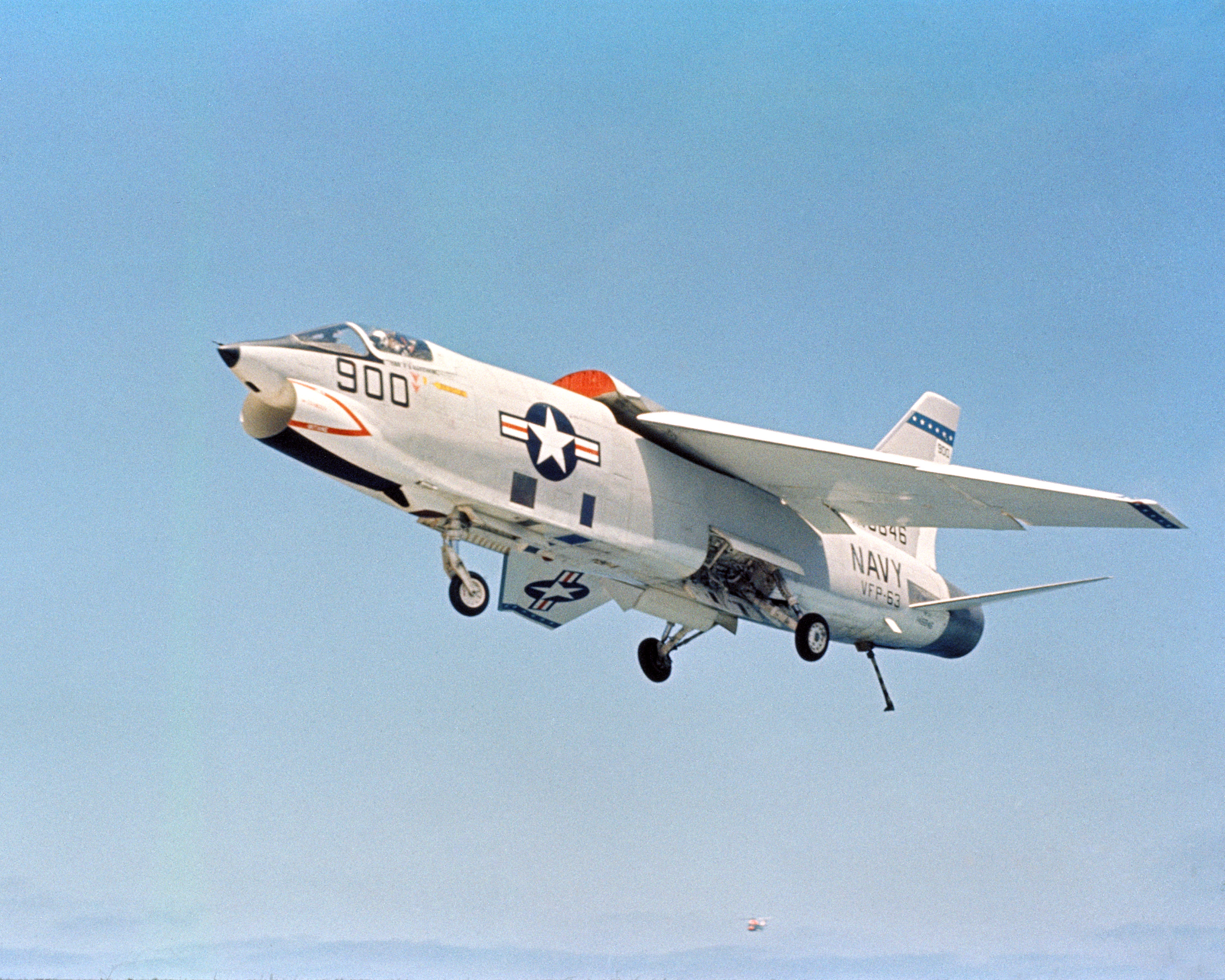
Un Crusader RF-8A in appontaggio mostra l'ala con il massimo calettamento.

Il termine si applica anche alle superfici orizzontali di governo del velivolo quali il piano di coda e le alette canard.
L'angolo di calettamento è una grandezza fissa e progettuale del velivolo: si differenzia dall'angolo d'incidenza o angolo di attacco aerodinamico, che invece è l'angolo formato dalla corda dell'ala con il flusso dell'aria in volo, una grandezza che varia nelle varie fasi del volo.